# Tapinesthis inermis
Genre
Espèce
Synonymes
- Oonops inermis Simon, 1882

Tapinesthis inermis, unique représentant du genre Tapinesthis, est une espèce d'araignées aranéomorphes de la famille des Oonopidae.

## Distribution
Cette espèce se rencontre en Europe en Espagne, en France, en Belgique, aux Pays-Bas, en Allemagne, en Tchéquie, en Autriche, en Suisse, en Italie et en Bulgarie,. Elle a été observée une fois aux États-Unis à Boston.

## Description

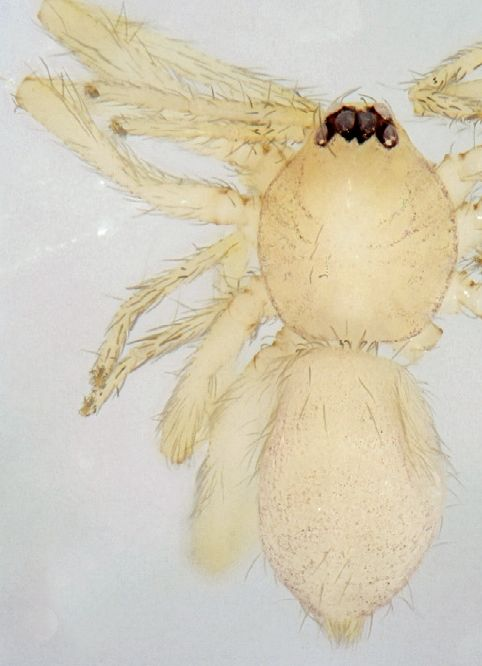
Tapinesthis inermis ♂

Le mâle décrit par Henrard, Jocqué et Baehr en 2014 mesure 2,02 mm et la femelle 2,21 mm.

## Publications originales
- Simon, 1882 : Études Arachnologiques. 13e Mémoire. XX. Descriptions d'espèces et de genres nouveaux de la famille des Dysderidae. Annales de la Société entomologique de France, sér. 6, vol. 2, p. 201-240 (texte intégral).
- Simon, 1914 : Les arachnides de France. Synopsis générale et catalogue des espèces françaises de l'ordre des Araneae. Paris, vol. 6, 1re partie, p. 1-308.